# Okręg Privas
Okręg Privas (fr. Arrondissement de Privas) – okręg w południowej Francji. Populacja wynosi 97 800.

## Podział administracyjny
W skład okręgu wchodzą następujące kantony:
- Bourg-Saint-Andéol,
- Chomérac,
- Privas,
- Rochemaure,
- Saint-Pierreville,
- Viviers,
- Voulte-sur-Rhône.